# Úval (Milíkov)
Úval (německy Grün) je zaniklá vesnice na území obce Milíkov, v k. ú. Úval v okrese Cheb v Karlovarském kraji. Úředně byla vesnice zrušena v roce 1980.
Úval je také název katastrálního území o rozloze 1,43 km².

## Historie
První písemná zmínka o vesnici pochází z roku 1392. V roce 1395 zde žilo 8 sedláků a v roce 1424 je zmiňováno 8 půlstatků a jedno menší hospodářství. Od 17. století byla obec v majetku města Chebu. Z důvodu jarního tání a vysoké hladině vody potoka byla v roce 1911 provedena regulace toku Šitbořského potoka a postaven nový betonový most. Následně byly v letech 1924–1926 odvodněny okolní louky.
Po druhé světové válce postihl vesnici odsun německého obyvatelstva a po válce došlo k  jeho částečnému dosídlení. Ještě v roce 1970 zde stály ještě tři domy, ale poslední reformu z roku 1976 již vesnice nepřežila. V roce 1980 byl Úval úředně zrušen. Jedinou stopou po bývalé vesnici je jen jeden obytný dům a zbytek betonového mostu z roku 1911.
Po nuceném vysídlení německých obyvatel byl Úval celkem rychle osídlen. V roce 1950 zde žilo 18 nových dosídlenců v 7 statcích. V roce 1961 dokonce stoupl počet obyvatel obce na 27. Neustálé správní změny ovšem dovedly vesnici k rychlému zániku. V roce 1961 byl Úval přičleněn k Okrouhlé, v roce 1970 se stává osadou Milíkova a v roce 1976 pak částí Dolního Žandova. V roce 1970 zde stály ještě tři domy, ale poslední reformu z roku 1976 již vesnice nepřežila. V roce 1980 byl Úval úředně zrušen. Na místě původní vsi najdeme jen jeden obytný dům a zbytek betonového mostu z roku 1911.

### Obecní správa
V roce 1869 byl Úval osadou obce Jesenice, v roce 1880–1890 byl osadou obce Velká Šitboř (Schüttüber) v letech 1900–1910 a v letech 1921–1930 osadou obce Velká Šitboř, v letech 1961–1971
částí obce Okrouhlá, v období 26.11.1971–31.12.1975 částí obce Milíkov a v období 1.1.1976–30.6.1980 částí obce Dolní Žandov. Od 1.7.1980 se se již jako část obce neuvádí, stal se součástí obce Milíkov a zanikl.

## Obyvatelstvo
Při sčítání lidu v roce 1921 zde žilo 65 obyvatel, všichni německé národnosti, z nichž 62 se hlásilo k římskokatolické církvi, tři k evangelické.
| Rok            | 1869 | 1880 | 1890 | 1900 | 1910 | 1921 | 1930 | 1950 | 1961 | 1970 | 1980 | 1991 | 2001 | 2011 |
| -------------- | ---- | ---- | ---- | ---- | ---- | ---- | ---- | ---- | ---- | ---- | ---- | ---- | ---- | ---- |
| Počet obyvatel | 74   | 83   | 72   | 49   | 53   | 65   | 45   | 18   | 27   | 14   | –    | –    | 1    | –    |
| Počet domů     | 11   | 11   | 11   | 9    | 9    | 9    | 7    | 7    | 4    | 3    | –    | –    | 1    | 1    |